# Hasbrouck Motor Works
Hasbrouck Motor Works war ein US-amerikanischer Hersteller von Automobilen.

## Unternehmensgeschichte
Das Unternehmen wurde im März 1899 zur Produktion von Bootsmotoren gegründet. Die Personen Wiliam H. Burchell, E. J. Collins, Lemuel F. Dickerson, Joseph Hasbrouck, Stephen A. Hasbrouck, William H. Hassett, Carl F. Hermann und F. O. Matthiessen werden genannt. Der Sitz war zunächst in Newark in New Jersey. Im Mai 1900 zog das Unternehmen nach Piermont im US-Bundesstaat New York. Dort begannen Experimente mit Kraftfahrzeugen, insbesondere Omnibusse und Lastkraftwagen. Aus 1901 ist ein Personenkraftwagen überliefert, der im April 1901 erfolgreich getestet wurde.
Im November 1901 begann die Insolvenz. Die finanziellen Probleme konnten jedoch überwunden werden. Im November 1902 wurden zwei Pkw nach Südamerika geliefert. Der Markenname lautete Hasbrouck. Weitere Fahrzeuge wären nach Kundenaufträgen gefertigt worden. Ob es dazu noch kam, ist nicht überliefert. Im gleichen Jahr endete die Fahrzeugproduktion. Die Werkstatt wurde weiter betrieben.
Ende 1902 zog das Unternehmen nach Yonkers und ein paar Jahre später nach New London in Connecticut. Vom 4. August 1906 ist eine Anzeige überliefert. Danach verliert sich die Spur des Unternehmens.

## Pkw
Der Prototyp war ein Phaeton mit zwei Sitzen. Ein Einzylindermotor mit 6 PS Leistung trieb über ein Planetengetriebe und eine Kette die Hinterachse an.
Die Fahrzeuge von 1902 waren Runabouts. Sie hatten ebenfalls einen Ottomotor.